# Trachycephalus imitatrix
Espèce
Synonymes
- Hyla imitatrix Miranda-Ribeiro, 1926
- Phrynohyas imitatrix (Miranda-Ribeiro, 1926)

Statut de conservation UICN

 LC  : Préoccupation mineure
Trachycephalus imitatrix est une espèce d'amphibiens de la famille des Hylidae.

## Répartition
Cette espèce se rencontre dans les États de Rio de Janeiro et de São Paulo au Brésil.

## Publication originale
- Miranda-Ribeiro, 1926 : Notas para servirem ao estudo dos gymnobatrachios (Anura) brasileiros. Archivos do Museu Nacional Rio de Janeiro, vol. 27, p. 1-227.